# Mercedes-Benz W 100
Der Mercedes-Benz 600, intern als W 100 bezeichnet, war in den 1960er und 1970er Jahren das Staats- und Repräsentationsfahrzeug von Daimler-Benz.

## Geschichte und Technik

### Entwicklungsgeschichte

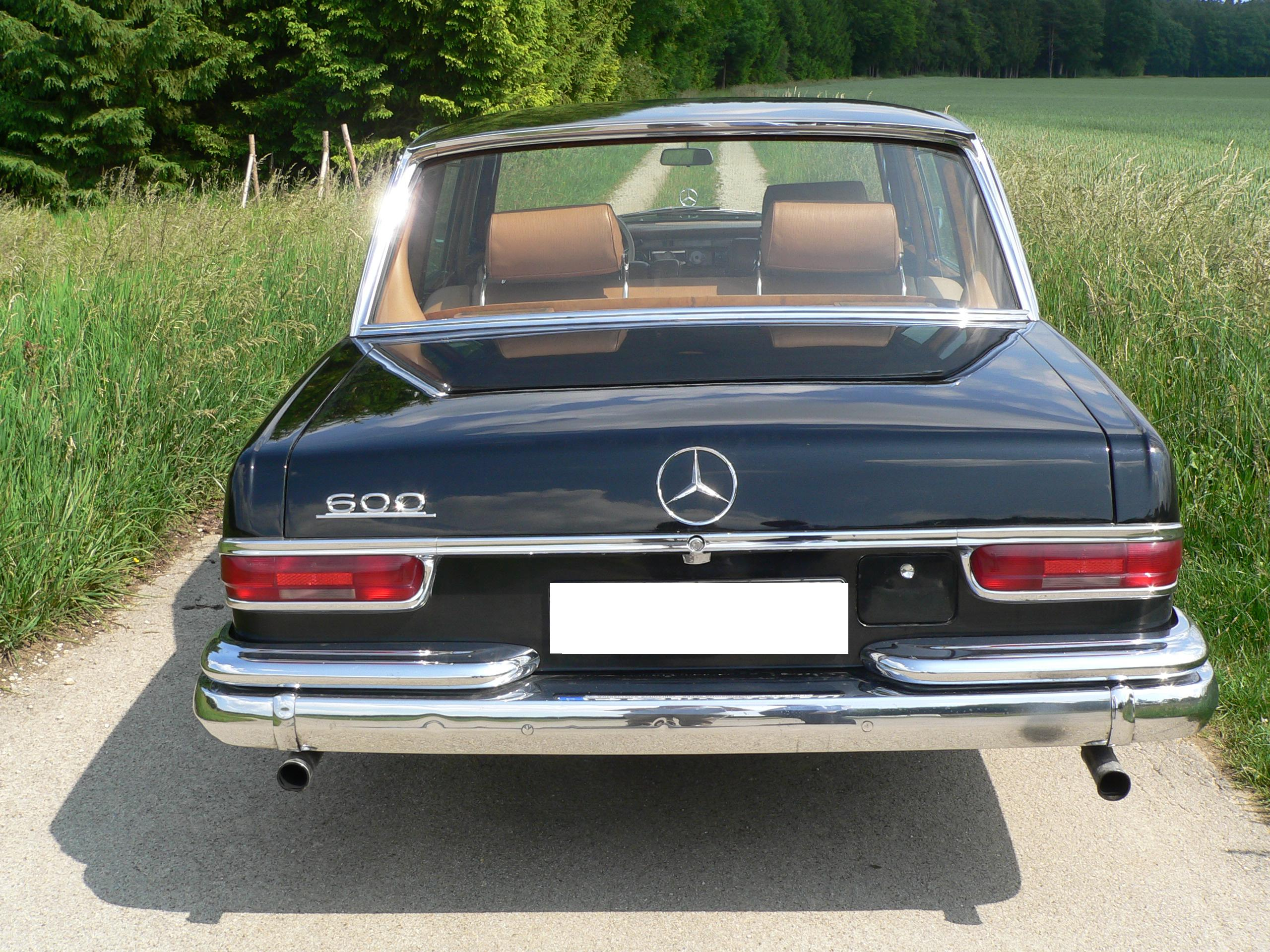
Heckansicht bis 1969

Die Ursprünge des 600ers liegen in der Mitte der 1950er Jahre. Fritz Nallinger, führender Entwickler bei Daimler-Benz, betrieb die Entwicklung eines Wagens auf dem Stand des technisch Machbaren. So erhielt der Wagen unter anderem Luftfederung, Automatikgetriebe, Servolenkung und -bremsen.
1960 war die Formfindung abgeschlossen. Mit zwölf unterschiedlichen Prototypen wurden Probefahrten unternommen, wonach die exakten Spezifikationen des Wagens festgelegt wurden.

### Vorstellung in der Öffentlichkeit
Die Baureihe debütierte im September 1963 auf der IAA in Frankfurt. Knapp zwei Wochen vorher war der 600 zehn Fachjournalisten aus aller Welt vorgestellt worden. Der Große Mercedes wurde in der Öffentlichkeit sehr positiv aufgenommen.

### Karosserievarianten
Es gab:

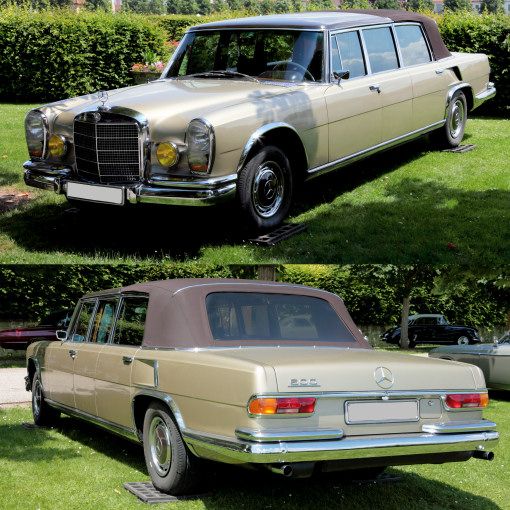
Landaulet

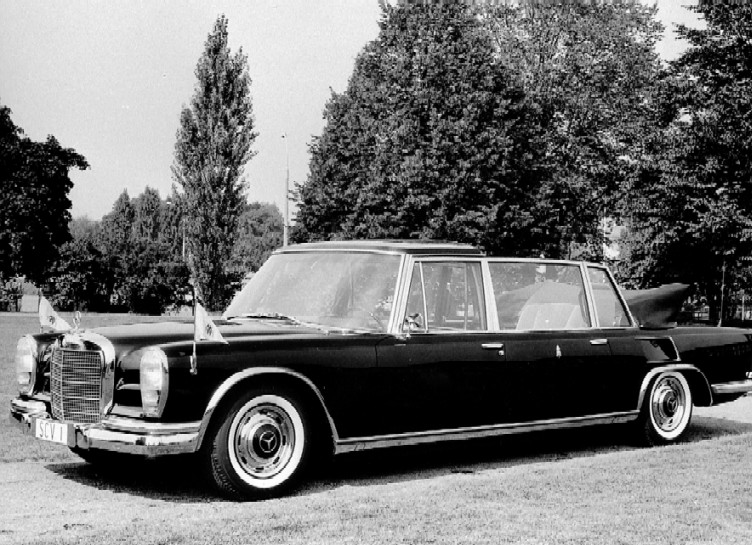
Landaulet für den Papst

- viertürige Limousinen, knapp zwei Meter breit und 5,54 Meter lang,
- vier- oder sechstürige Limousinen (Pullman-Limousinen), 6,24 m lang, und
- vier- oder sechstürige Landaulets, ebenfalls 6,24 m lang.

Zwei Prototypen einer Coupé-Version wurden gefertigt. Eines wurde Fritz Nallinger zur Verfügung gestellt, das Nallinger-Coupé, das andere wurde nur für firmeninterne Versuche verwendet.
Weitere Einzelstücke waren je ein Landaulet auf einem normalen, kurzen Fahrgestell und eines für den Papst.
Von den 2677 Wagen wurden 429 als Pullman-Variante oder Sechstürer und 59 als Landaulets hergestellt; sie haben ein festes Dach vorne über dem Chauffeur und ein Cabriolet-Faltverdeck hinten über den Passagieren. Es gab zwei Landaulet-Versionen, eine mit langem und eine mit kurzem hinteren Verdeck. Im Pullman sind im Fond zwei vis-à-vis angeordnete Sitzreihen oder Klappsitze mit oder entgegen der Fahrtrichtung vorhanden.

### Sonderanfertigungen
Eine der bekanntesten Sonderanfertigungen ist das für Papst Paul VI. gebaute Landaulet. Dieses hat vier Türen, einen einzelnen Sessel hinten, ein um 70 mm erhöhtes Dach sowie einen höheren Boden im Fond. Dieses Einzelstück kehrte nach 20 Jahren Dienst im Vatikan 1985 nach Deutschland zurück und ist im Mercedes-Benz Museum ausgestellt. Für Philipp Constantin von Berckheim wurde ein Landaulet mit verkürztem Radstand gebaut.

### Motor

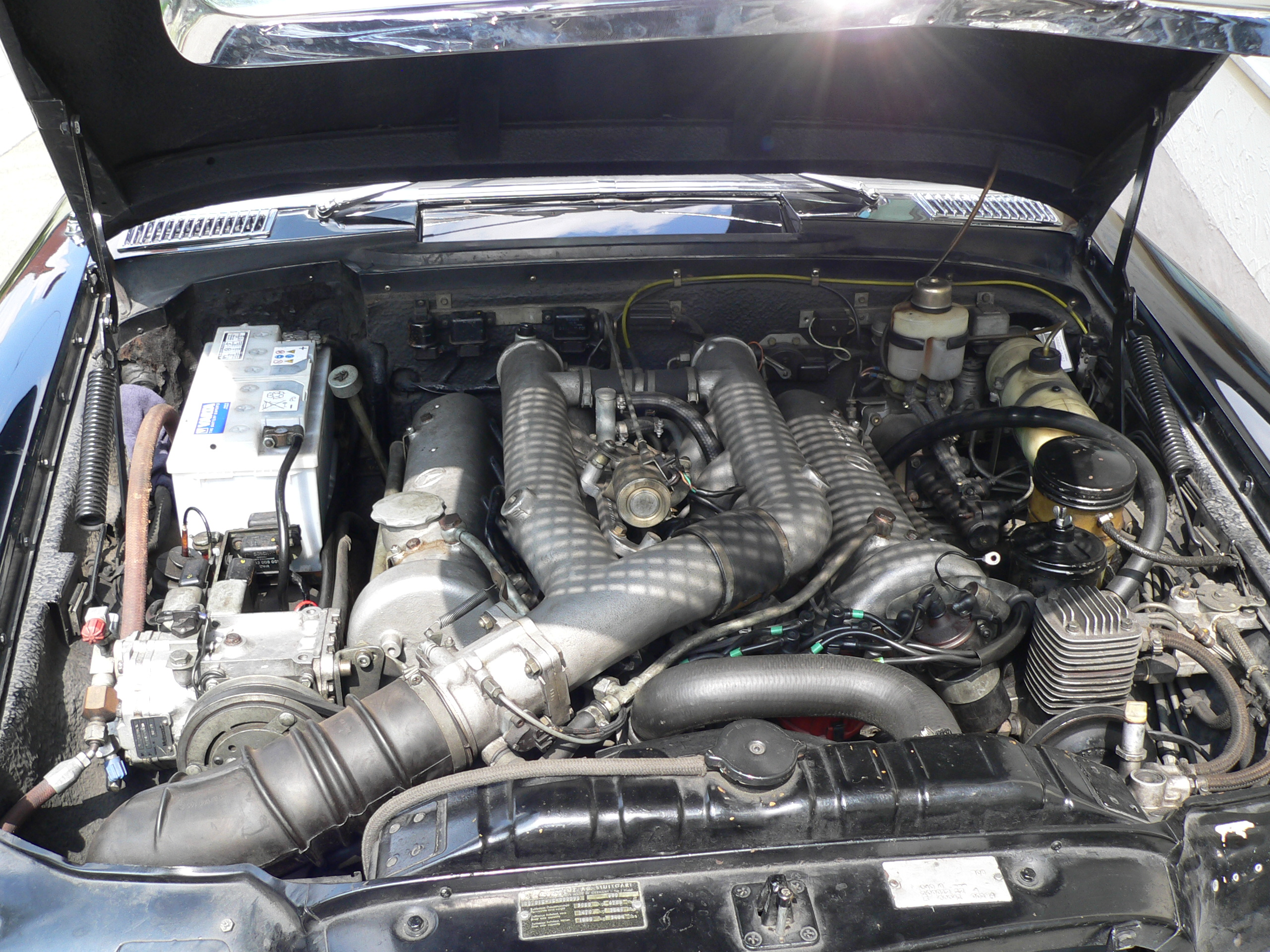
Der Motor M 100 des W 100

Mercedes-Benz setzte bei dieser Luxuslimousine nicht nur in Größe und Gewicht (zwischen 2,5 und 3,3 Tonnen je nach Ausführung) Maßstäbe. Der V8-Motor M 100 mit 6,3 Litern Hubraum, Saugrohreinspritzung mit Achtstempel-Einspritzpumpe und 250 PS (184 kW) war eine Neuentwicklung. Sein Gewicht beträgt über 400 kg.
Die Spitzengeschwindigkeit des kürzeren Viertürers beträgt 205 km/h, die Beschleunigung auf 100 km/h dauert zehn Sekunden. Der Mercedes-Benz 600 war damals eines der schnellsten Serienfahrzeuge der Welt und wurde auch als „Größter Sportwagen aller Zeiten“ betitelt. Der M 100-Motor fand einige Jahre später Verwendung im Spitzenmodell der Baureihe W 109, dem 300 SEL 6.3 und wurde, im Hubraum erweitert – wiederum den zwischenzeitlich vergrößerten Rolls-Royce-Motor überbietend – und mit einer Bosch-K-Jetronic-Saugrohreinspritzung versehen, auch in den 450 SEL 6.9 eingebaut. Beide Limousinen waren in ihren Fahrleistungen zur Zeit ihres jeweiligen Erscheinens wie zeitgenössische Sportwagen motorisiert.

### Technische Ausstattung

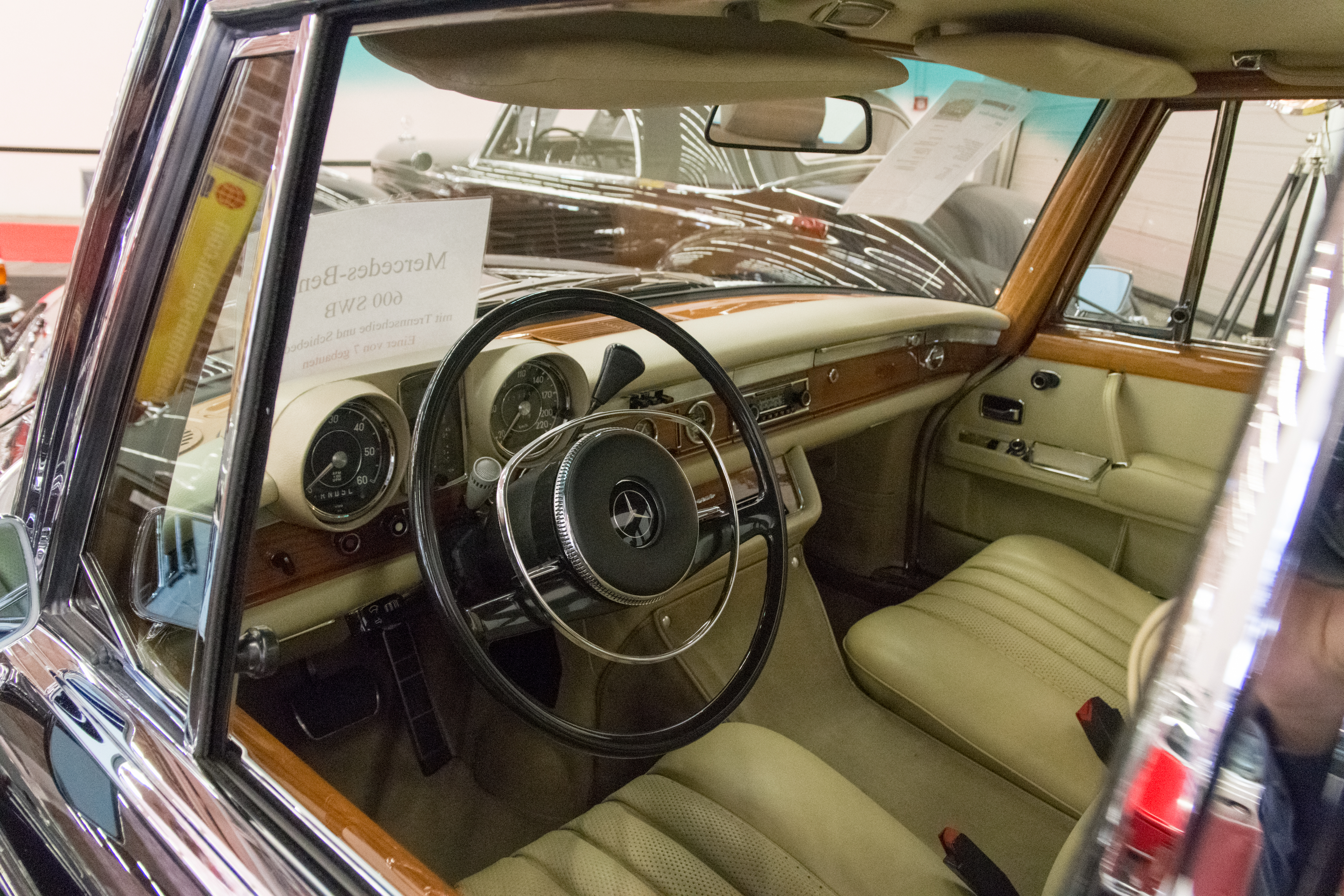
Blick auf den Fahrerplatz

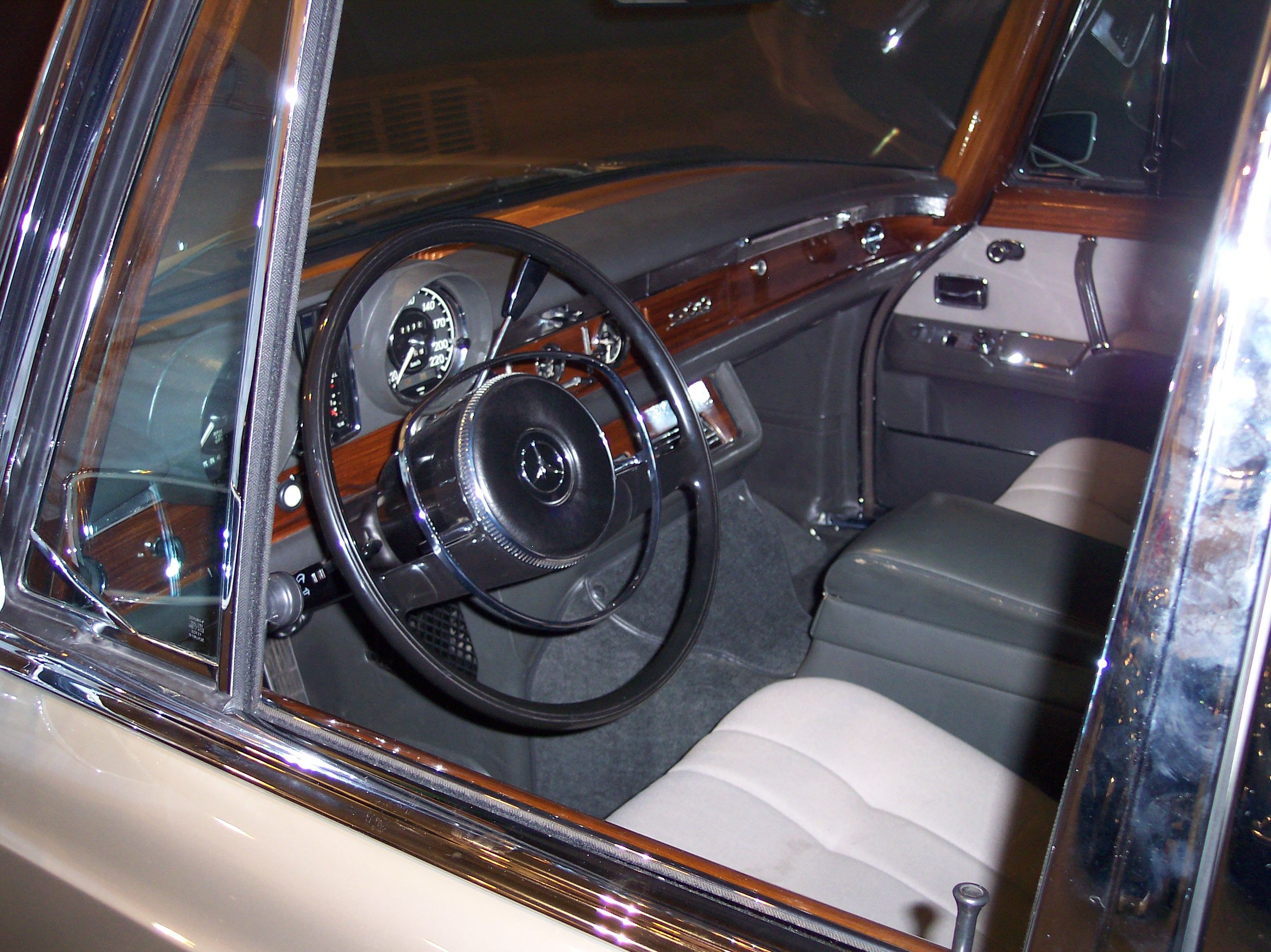
Das Interieur

Die Ausstattung der Limousine umfasste vieles, was zur damaligen Zeit technisch möglich war, und ist noch Jahrzehnte später bei heutigen Fahrzeugen nicht selbstverständlich. Beispielsweise sind zu nennen: eine elektrisch regulierbare Heizungs- und Lüftungsanlage, Klimaanlage, ein umfassendes hydraulisches Servosystem (so genannte Komforthydraulik) mit hydraulisch verstellbaren Sitzen vorn, hydraulisch verstellbarer Sitzbank hinten, hydraulischen Fensterhebern und ebenfalls hydraulisch betriebenen Schiebedächern (die Wagen mit langem Radstand waren auch mit einem Schiebedach über den Rücksitzen lieferbar). Im Vergleich zu Elektroantrieben war die Hydraulik nahezu geräuschlos, verlor bei ausgeschaltetem Motor aber schnell an Kraft.
Fahrwerksseitig war eine Luftfederung mit Niveauregulierung für alle Räder bemerkenswert, weiterhin Stoßdämpferregulierung manuell oder automatisch, Zweikreis-Servobremssystem, Scheibenbremsen an allen Rädern, Doppelquerlenkerachse vorn und Eingelenk-Pendelachse hinten. Bei der Entwicklung des Autos wurden 15 Patente angemeldet.

### Innenausstattung

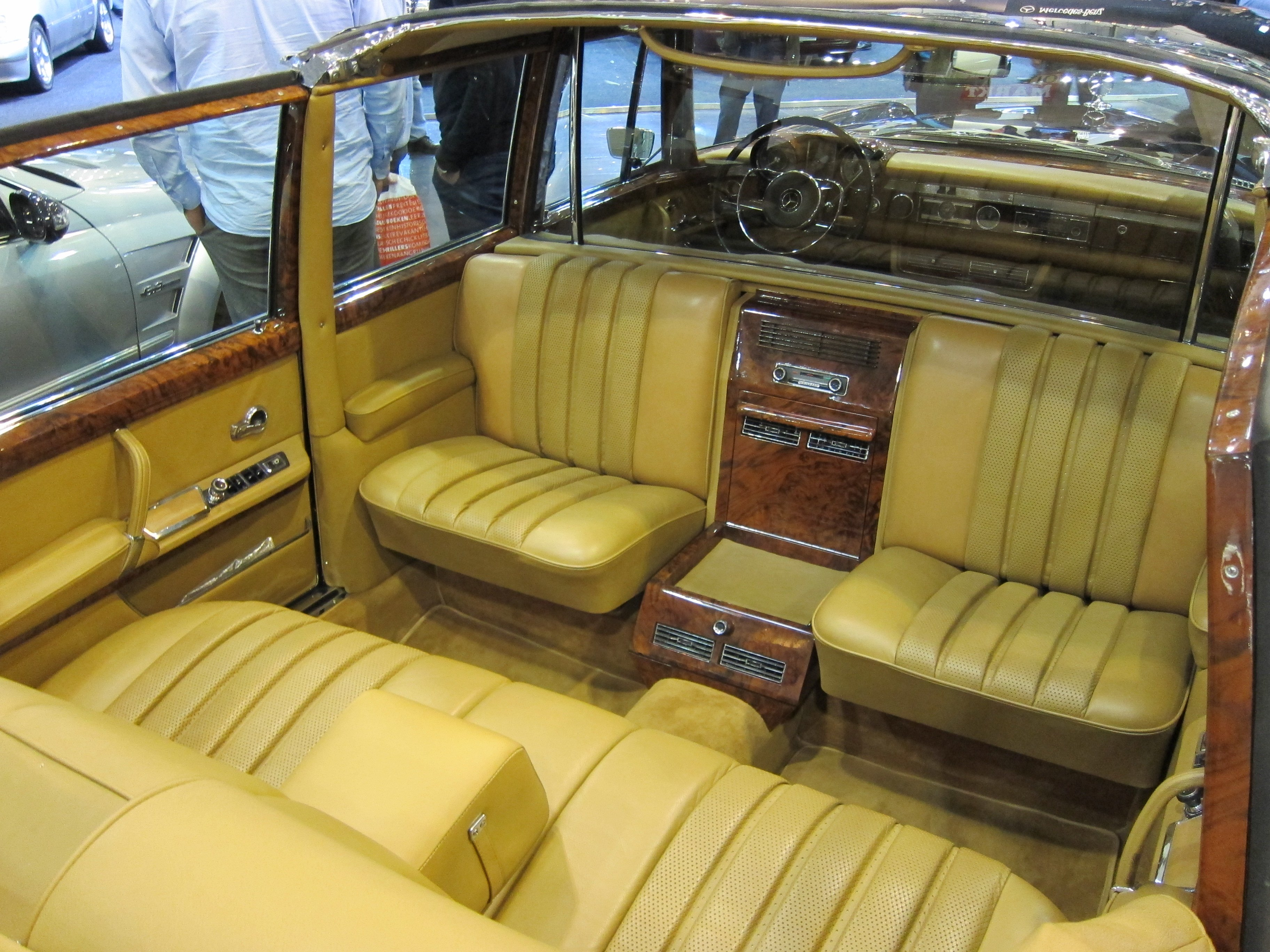
Blick in den Fond eines Pullman-Landaulet mit Trennscheibe

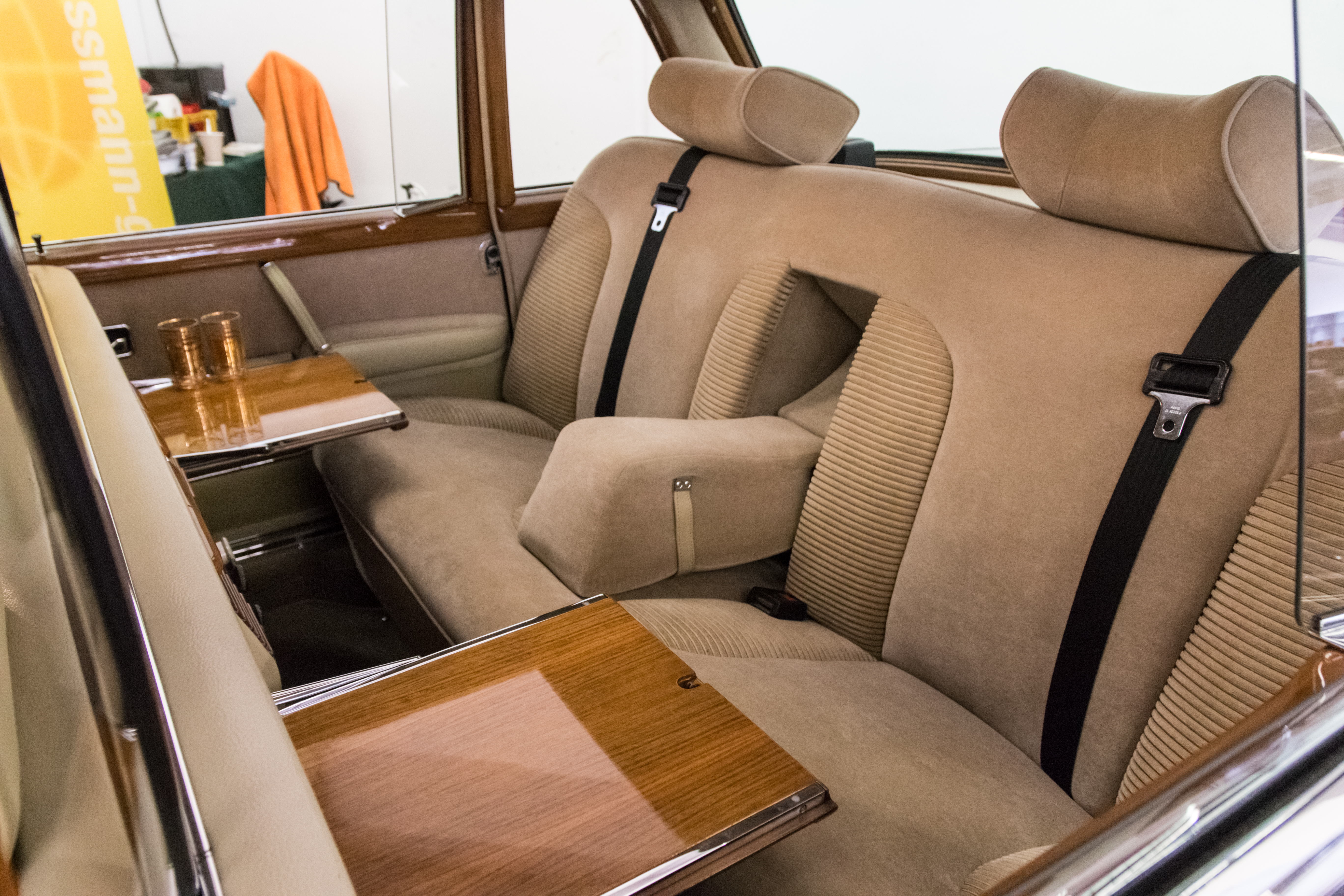
Velourspolster im Fond

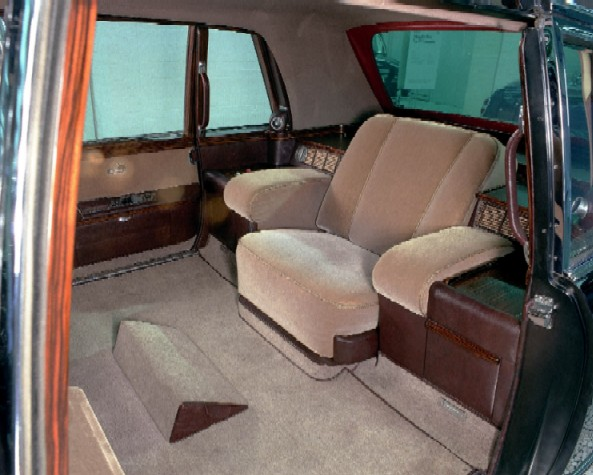
Fondbereich des 600 Landaulet für den Papst

Die Ausstattungsmöglichkeiten waren zahlreich (Furnierwahl, Velours oder Leder, Kühlfach, Autotelefon, Schiebedächer vorn oder hinten).

### Fertigung
Die Fertigung des 600 geschah nicht auf den normalen Fließbändern in Sindelfingen, sondern in einem abgesonderten Hallenbereich in einer Manufakturfertigungsgruppe, die zuvor ab 1961 bereits die Coupé- und Cabriolet-Modelle der Baureihen W 111 (220 / 250 / 280 SE) und W 112 (300 SE) fertigte. In dieser Sindelfinger Manufaktur wurden nur Mitarbeiter mit einschlägiger Lehrausbildung und langjähriger Erfahrung tätig.

### Modellpflege

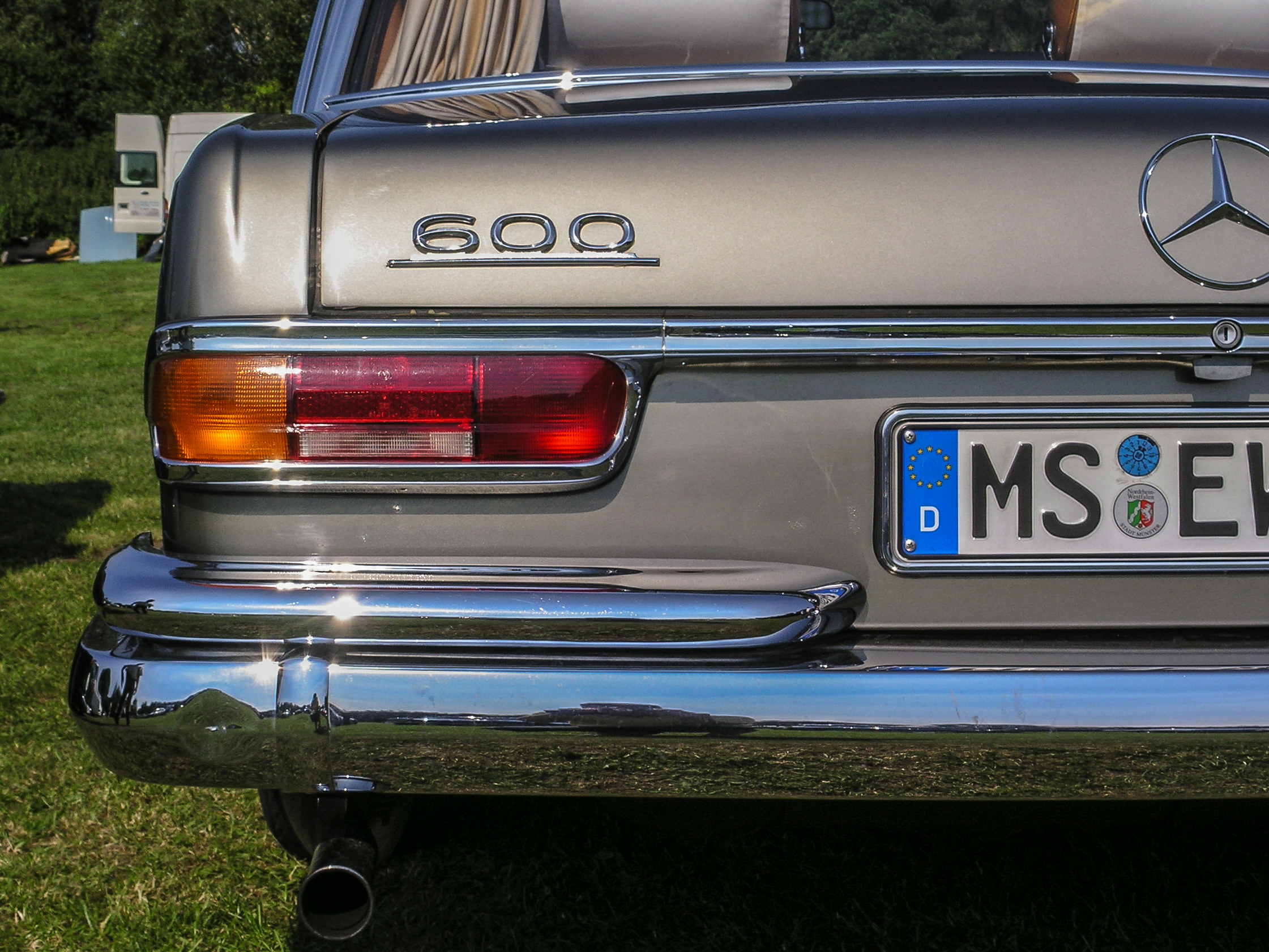
Ab 1969 gelbe Blinker hinten

Die Modellpflege beim 600er fiel über den gesamten Produktionszeitraum sehr zurückhaltend aus. Technisch wurde der 600er immer wieder modernisiert; von deutlich sichtbarer Verjüngung des Modells sah Mercedes-Benz in der sehr langen Modelllaufzeit aber ab. Die Gestaltung des Innenraums, insbesondere vorne, entsprach in etwa derjenigen der 1965er S-Klasse W 108 / W 109. Als diese 1972 von der Nachfolgebaureihe 116 abgelöst wurde, wirkte das 600er-Interieur im Vergleich altbacken, wurde aber beibehalten – wohl zu Recht vermutete Mercedes-Benz in den 600er-Käufern die konservativste aller Käufergruppen.
Es wurden nur kleine sichtbare Änderungen vorgenommen. 1969 mussten die vorher rot gefärbten Blinkergläser am Heck wegen der neuen StVZO (die am 1. Januar 1970 in Kraft trat) geändert werden. Sie schrieb orangefarbene Blinkleuchten vor. Diese Vorschrift musste auch bei anderen Fahrzeugen von Daimler-Benz erfüllt werden. Es gab noch weitere kleine Änderungen, zum Beispiel wurden die Griffstücke der Zigarettenanzünder vergrößert, oder die Schlummerrolle genannten Kopfstützen der ersten Baujahre wurden durch die Kopfstützen der Modellreihe W 108 / W 109 ersetzt. In den ersten Produktionsjahren waren Kopfstützen hinten serienmäßig; vorn waren sie aufpreispflichtig. Die Außenspiegel wurden ebenfalls durch die Spiegel des W 108 ersetzt; die Radzierkappen erhielten statt acht nun zwölf Belüftungsschlitze. 1971 entfiel die Zuziehhilfe der Türen.

### Technische Daten
| W 100                              | W 100                                                             |
| ---------------------------------- | ----------------------------------------------------------------- |
| Motor / Baumuster                  | M 100 / 100.980                                                   |
| Zylinder                           | 8                                                                 |
| Hubraum                            | 6332 cm³                                                          |
| Bohrung × Hub                      | 103 × 95 mm                                                       |
| Verdichtung                        | 9,0 : 1                                                           |
| Leistung                           | 250 PS (184 kW) bei 4000/min                                      |
| Max. Drehmoment                    | 500 Nm bei 2800/min                                               |
| Einspritzanlage                    | Bosch 8-Stempel-Einspritzpumpe                                    |
| Getriebe                           | 4-Gang-Planetengetriebe mit hydr. Kupplung                        |
| Getriebe-Übersetzung               | I. 3,98; II. 2,46; III. 1,58; IV. 1,0; R. 4,15                    |
| Antrieb                            | Hinterradantrieb                                                  |
| Hinterachsübersetzung              | 3,23                                                              |
| Radaufhängung vorn                 | Doppelquerlenkerachse                                             |
| Radaufhängung hinten               | Eingelenk-Pendelachse mit Niveauregulierung                       |
| Bremsen                            | Scheibenbremsen vorn und hinten                                   |
| Felgen                             | Tiefbettfelge 6 1/2 J x 15 H                                      |
| Reifen                             | 9,00 H 15 Supersport (6 PR)                                       |
| Karosserieformen                   | Limousine kurz und lang (Pullman auch mit sechs Türen), Landaulet |
| Länge                              | 5540 mm (6240 mm)                                                 |
| Breite                             | 1950 mm                                                           |
| Höhe                               | 1485 mm (1500 mm)                                                 |
| Radstand                           | 3200 mm (3900 mm)                                                 |
| Leergewicht o. Fahrer              | 2475 kg (2710 kg)                                                 |
| Zul. Gesamtgewicht                 | 3055 kg (3410 kg)                                                 |
| Höchstgeschwindigkeit              | 205 km/h                                                          |
| 0–100 km/h                         | 9,7 s                                                             |
| Kraftstoffverbrauch nach DIN 70030 | 17,8 l/100 km                                                     |
| Tankinhalt                         | 112 l, davon 19 l Reserve                                         |

Die Angaben in Klammern ( ) beziehen sich auf den sieben- oder achtsitzigen 600er Pullman.

## Preise
Im August 1964 betrug der Listenpreis für einen 600er Mercedes-Benz 56.500 Mark (inflationsbereinigt nach heutiger Kaufkraft 141.634 Euro). Gegen Ende seiner Bauzeit kostete der Wagen laut Preisliste vom 1. Februar 1979:
- 600 Limousine, fünf/sechs Sitze, vier Türen: 144.032 DM (entspricht 199.538 Euro)
- 600 lang Pullman, sieben/acht Sitze; vier Türen: 165.424 DM (229.174 Euro)
- 600 lang, sieben/acht Sitze, sechs Türen: 175.392 DM (242.984 Euro)
- Zum Vergleich: Der 450 SEL 6.9, das teuerste Modell der damaligen S-Klasse, kostete 78.960 DM (109.389 Euro)

## Stückzahlen
Den ersten ausgelieferten Wagen erhielt der Erstbesteller, ein Architekt aus Amerika. 1963 wurden insgesamt nur drei Fahrzeuge produziert, 1964 waren es dann 107 Stück und 1965 setzte die Endmontage auf einem Fließband ein, was größere Stückzahlen ermöglichte.
| Version                                                  | Stückzahl             |
| -------------------------------------------------------- | --------------------- |
| 600                                                      | 2190                  |
| 600 Pullman-Limousine (4 Türen)                          | 304                   |
| 600 Pullman-Limousine (6 Türen)                          | 124                   |
| 600 Pullman-Landaulet (4 Türen)                          | 32                    |
| 600 Pullman-Landaulet (6 Türen)                          | 26                    |
| 600 Landaulet                                            | 1 (Einzelanfertigung) |
| 600 Coupé                                                | 1 (Versuchsfahrzeug)  |
| 600 (Sonderschutz-Ausführung)                            | 26                    |
| 600 Pullman-Limousine mit erhöhtem Dachaufsatz           | 2                     |
| 600 Pullman-Limousine (Sonderschutz-Ausführung, 4 Türen) | 16                    |
| 600 Pullman-Limousine (Sonderschutz-Ausführung, 6 Türen) | 1                     |

## Bedeutung

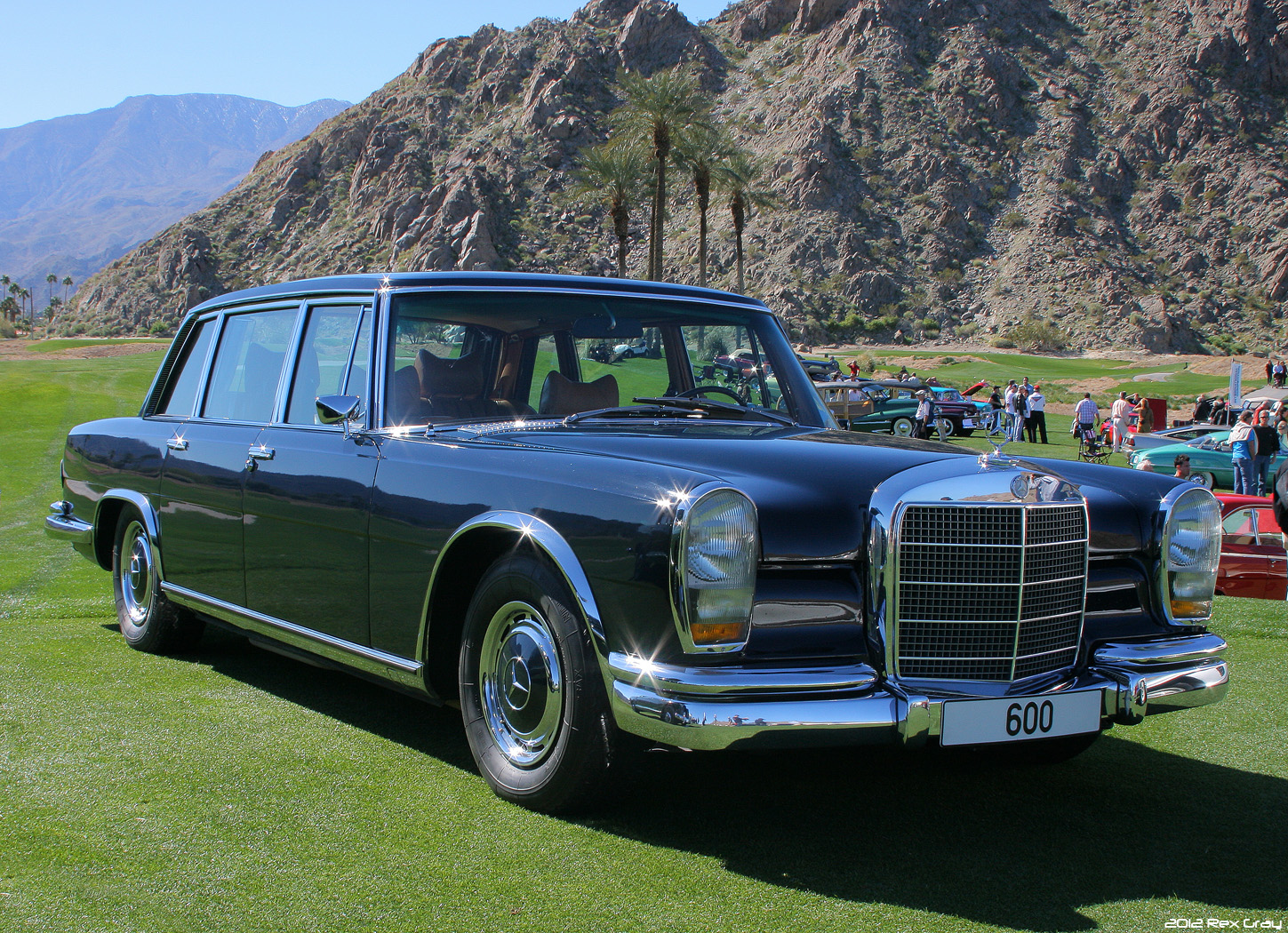
600 kurz

Die Fertigung des 600er soll über alle Jahre hinweg wegen der Kundensonderwünsche und der durchgängigen Handarbeit trotz hoher Preise stets ein Verlustgeschäft für Mercedes-Benz gewesen sein, das aus Prestige-Gründen betrieben wurde. Außerdem spielte die Konkurrenz zu Rolls-Royce und Bentley eine nicht unerhebliche Rolle; so vergrößerte Rolls-Royce den eigenen Motor von 6,2 auf 6,75 Liter Hubraum, um den 600er mit seinen 6,3 Litern zu überbieten. Mercedes-Benz vergrößerte daraufhin den Hubraum des M 100-Motors von 6,3 Liter, wie im 600er und 300 SEL 6.3 eingebaut, auf 6,9 Liter, wie er im 450 SEL 6.9 verwendet wurde.
Der 600 erreichte nicht einmal zehn Prozent der angestrebten Jahresproduktion von 3000 Stück. Damit blieb er ein sehr seltener Wagen, während von Rolls-Royce und Bentley – damals noch zwei Marken eines wirtschaftlich eigenständigen Herstellers – jährlich um 3000 Wagen abgesetzt werden konnten.
Zum wirtschaftlichen Ergebnis von Daimler-Benz leistete der 600er keinen unmittelbaren positiven Beitrag. Andererseits prägten gerade die in der (damals noch beinahe konkurrenzlosen) Nachrichtensendung Tagesschau der ARD immer wieder gezeigten Bilder von Staatsgästen der Bundesregierung, die im hinten offenen 600er Landaulet gefahren wurden, die Meinung von Generationen darüber, wie eine Staatslimousine auszusehen habe. Für die Reputation von Mercedes-Benz war der 600er wesentlich.

## Besitzer

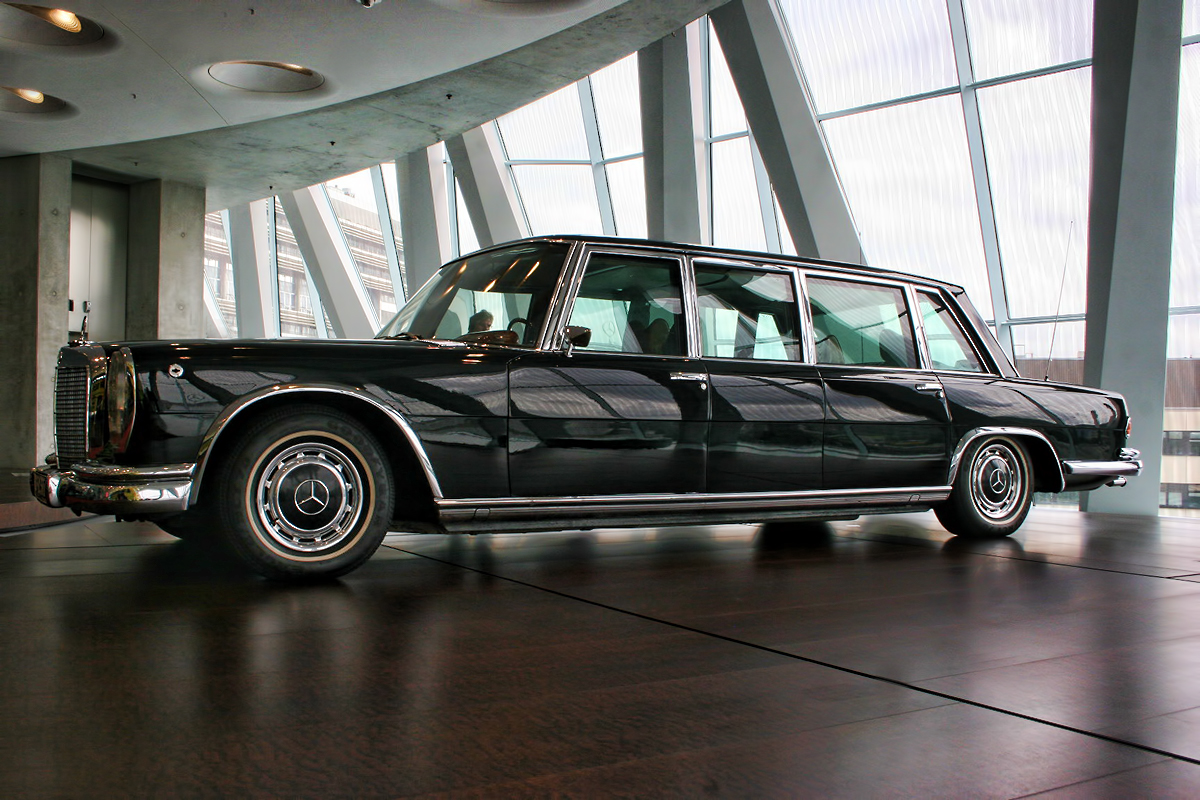
600 Pullman Staatslimousine

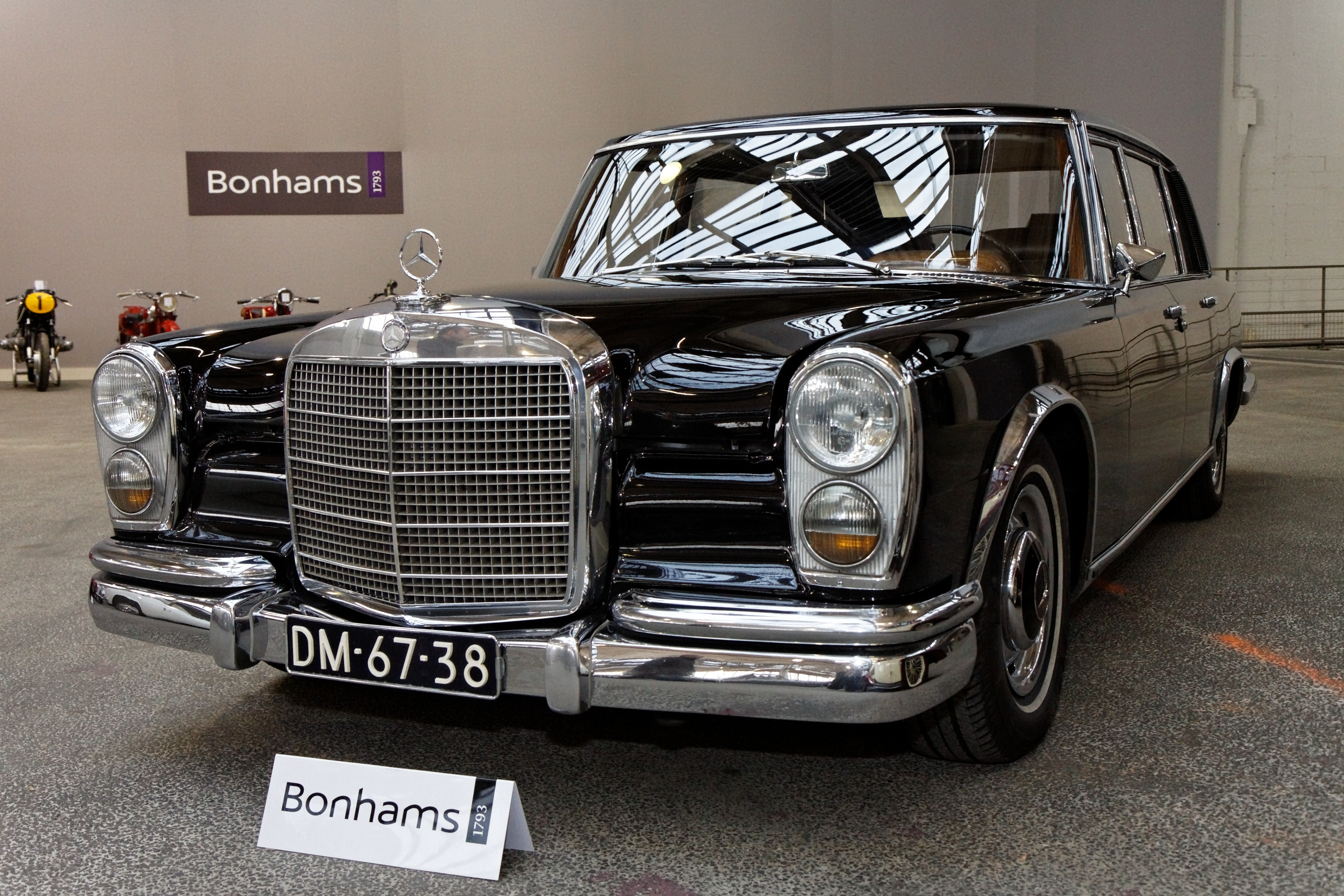
US-Version mit Sealed-Beam-Scheinwerfern

Viele Staaten hatten einen 600er im Fuhrpark, unter anderem Ägypten, Algerien, Ghana, Jordanien, Jugoslawien, Kambodscha, Kuba, Österreich und die Türkei. In Deutschland wurden die Fahrzeuge der Bundesregierung bzw. dem Bundespräsidenten von Daimler-Benz aus deren Fuhrpark zur Verfügung gestellt.
Zu den prominenten Besitzern eines Mercedes-Benz 600 gehörten unter anderem folgende Personen:
- Elizabeth Taylor[6]
- Manuela (die Berliner Schlagersängerin besaß einen roten 600er und fuhr damit auf die Bühne ihrer Shows im Dunes Hotel in Las Vegas)[7]
- John Lennon (später verkauft an seinen Beatles-Kollegen George Harrison)[6]
- Rudolf Schock[7]
- Ivan Rebroff[7]
- Udo Jürgens[7]
- Elvis Presley[7]
- Josip Broz Tito[7]
- Herbert von Karajan[7]
- Aristoteles Onassis[6]
- Maria Callas besaß zwei nahezu gleiche Exemplare, die sie an zwei Orten nutzen konnte.
- Coco Chanel[6] (später verkauft an Jay Kay)
- Gunter Sachs[7]
- Max Grundig[7]
- Schah Mohammad Reza Pahlavi[6]
- Johannes von Thurn und Taxis[7]
- Leonid Breschnew[6] (der von ihm während seiner Amtszeit als Generalsekretär des Zentralkomitees der KPdSU privat gefahrene, 1966 gebaute 600er kam 2008 per Zwangsversteigerung durch das Finanzamt Potsdam für 103.600 Euro in den Besitz eines anonymen Bieters).
- Kaiser Hirohito[7]
- Enver Hoxha
- Les Humphries
- Kim Il-sung[6]
- Gustav Schickedanz[6]
- Jay Leno (ein nachträglich mit einem Kompressor ausgerüstetes Fahrzeug)[8]
- Jeremy Clarkson
- Pablo Escobar[9]
- Reinhard Mey[10]
- David Bowie[11]
- Florian Schneider[12]
- Idi Amin[13]
- Mao Zedong[14]

## Trivia
Der 600er ist in einer Szene von James Bond 007 – Im Geheimdienst Ihrer Majestät von 1969 zu sehen, als die Gehilfin des Schurken Ernst Stavro Blofeld (Telly Savalas) aus dem Fond eines 600er die frisch mit James Bond (George Lazenby) verheiratete Teresa (Diana Rigg) erschießt. Auch im nachfolgenden Film Diamantenfieber kommt der W 100 vor wie auch in Octopussy, in dem Prinz Kamal Khan (Louis Jourdan) nach einer Auktion in einen 600er einsteigt.